# Cmentarz żydowski w Kartuzach
Cmentarz żydowski w Kartuzach – nieistniejący, założony w XIX wieku kirkut leżący w Kartuzach przy ul. Sędzickiego. Po dewastacji w czasie II wojny światowej na jego terenie powstała ciepłownia.